# Falklandfuchs
Der Falklandfuchs (Dusicyon australis) ist ein ausgerotteter Wildhund, dessen Erscheinungsbild einem Fuchs ähnelte und der ausschließlich auf den Falklandinseln heimisch war. Charles Darwin hatte die Art erst 1833 entdeckt – gut 40 Jahre später wurde, 1876, der letzte bekannte Falklandfuchs geschossen.

## Geschichte des Fuchses

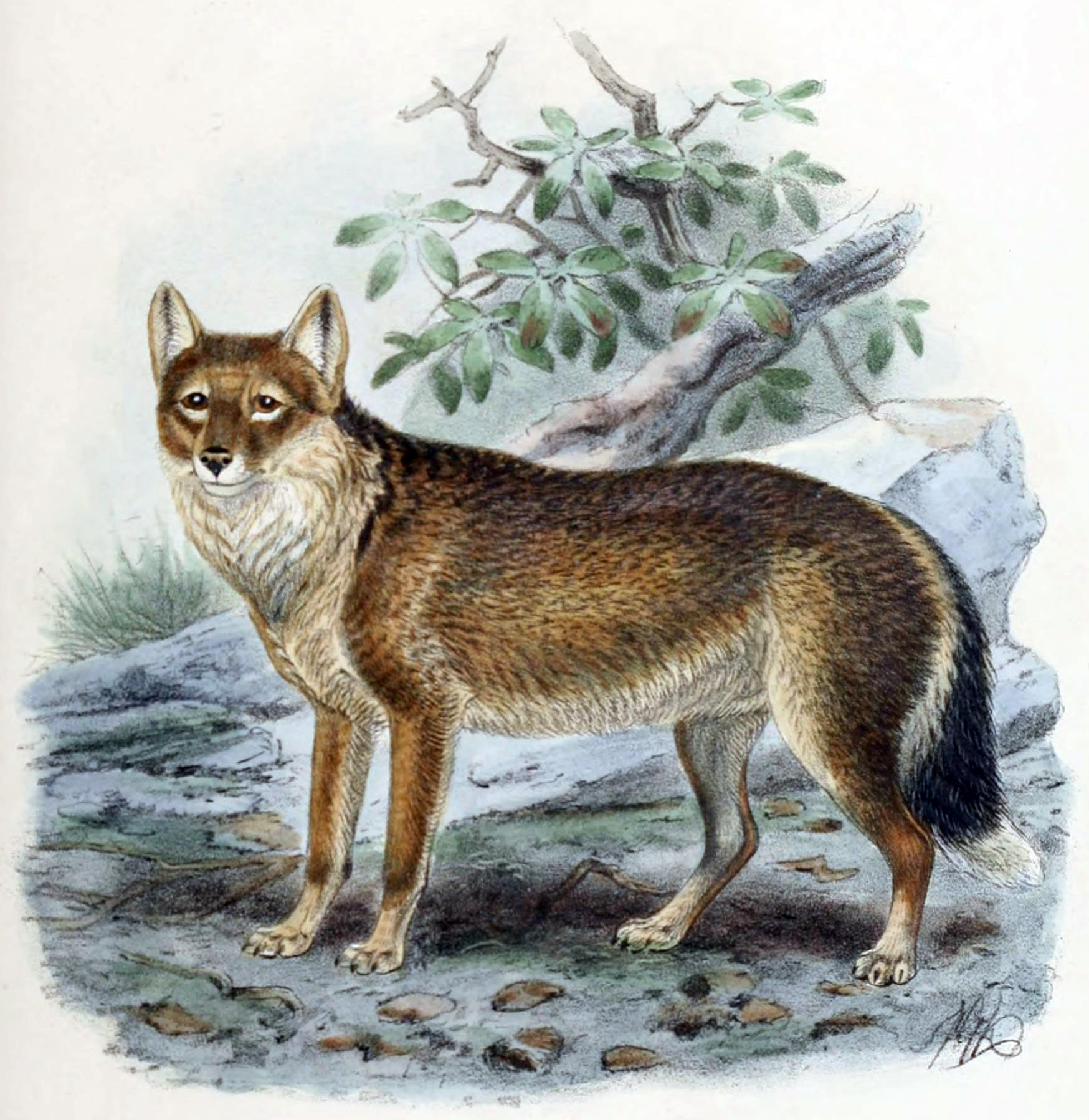
Falklandfuchs (Dusicyon australis)
(Lithografie von J. G. Keulemans aus Dogs, Jackals, Wolves, and Foxes: A Monograph of the Canidae, 1890)

Gelegentlich ist der Falklandfuchs auch unter dem Namen „Falklandwolf“ bekannt, was aber bei seiner Körpergröße übertrieben ist: Er hatte eine Kopf-Rumpf-Länge von etwa 90 Zentimetern, hinzu kamen 30 Zentimeter Schwanz. Sein Fell war oberseits braun, teilweise mit roten Schattierungen sowie mit vereinzelten weißen Haarspitzen, während die Unterseite mit hellbraunen Haaren bedeckt war.

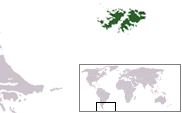
Verbreitungsgebiet waren die Falklandinseln (grün)

Auf den Falklandinseln stand dieses Tier am Ende der Nahrungskette (sogen. Spitzenprädator). Es war vor der Ankunft des Menschen das einzige heimische Landsäugetier. Seine Nahrung waren wahrscheinlich bodenbrütende Vögel und Pinguine, vielleicht auch pflanzliche Kost. Als Charles Darwin 1833 die spärlich besiedelten Falklandinseln ansteuerte, erlebte er den Falklandfuchs als häufiges und zahmes Tier. Er berichtete, dass die Füchse an die Zelte kamen, um Nahrung zu suchen und aus der Hand zu fressen. Mit der massenhaften Einführung der Schafzucht wurde der Fuchs als Bedrohung gesehen und zum Abschuss freigegeben. Ab 1839 zahlte die britische Verwaltung eine Prämie für jeden geschossenen Falklandfuchs. Ob die Art tatsächlich eine Bedrohung für die Schafe war, lässt sich heute nicht mehr nachvollziehen, darf aber bezweifelt werden. Da es auf den Falklandinseln keine Wälder gibt und die Falklandfüchse so zahm waren, erwies sich die Ausrottung als einfach. 43 Jahre nach Darwins Besuch war das einzige heimische Landsäugetier der Falklandinseln ausgerottet.
Die Unterschiede zwischen den Falklandfüchsen auf der östlichen und auf der westlichen Hauptinsel gaben Darwin die ersten Hinweise darauf, dass sich Arten unterschiedlich entwickeln können.
Mit dem Burmeister-Fuchs (Dusicyon avus) war eine ähnliche Hundeart in vorkolumbianischer Zeit auch auf Feuerland und dem südamerikanischen Festland verbreitet. Der Burmeister-Fuchs starb vor etwa 3.000 Jahren auf Feuerland und vor etwa 324 bis 496 Jahren auf dem Festland aus. Die jüngsten Überreste stammen aus Uruguay. Diese Art erreichte ein Körpergewicht von etwa 10–15 kg.
Unklar ist die Zuordnung von Dusicyon cultridens aus dem späten Pliozän Argentiniens. Das Fossil wurde teilweise auch den Gattungen Canis oder Pseudalopex (syn. Lycalopex) zugeordnet.

## Herkunft
Die Abstammung des Falklandfuchses war lange ein Rätsel. Eine frühere Landverbindung zwischen dem Festland und den Inseln hat nicht bestanden, einheimische Landsäugetiere gab es nicht, und auf anderen Inseln im Umfeld der Falklandinseln leben keine verwandten Tierarten. Eine Spekulation, der Fuchs sei als eine Art Haustier von südamerikanischen Ureinwohnern auf die Insel gebracht worden, erschien unwahrscheinlich, es fand sich kein Verwandter in Lateinamerika. DNA-Analysen brachten die Erkenntnis, dass der nächste Verwandte über 300.000 Jahre alt war. Auch eine Besiedlung über eine Eisbrücke schien ungewöhnlich, da der Fuchs die letzte Eiszeit wohl kaum auf den Inseln überlebt hätte. Der nächste heute lebende Verwandte des Falklandfuchses ist der Mähnenwolf (Chrysocyon brachyurus), von dem sich Dusicyon vor etwa 7 Millionen Jahren trennte. Ein noch näherer, aber ausgestorbener Verwandter ist Dusicyon avus, der auf dem südamerikanischen Festland lebte und von dem sich der Falklandfuchs erst vor 16.000 Jahren auf dem Höhepunkt der letzten Eiszeit trennte und die Falklandinseln besiedelte. Über submarine Terrassen, die während der Eiszeit zu Inseln wurden und die nur durch schmale und oft zugefrorene Wasserstraßen voneinander getrennt waren, konnte der Fuchs hinüberlaufen und sich unterwegs von Robben oder Pinguinen ernähren.

## Weiteres
Das Tier ist Namensgeber für die Siedlung Fox Bay auf den Westfalklandinseln.